# جوزيف أوجست نيب

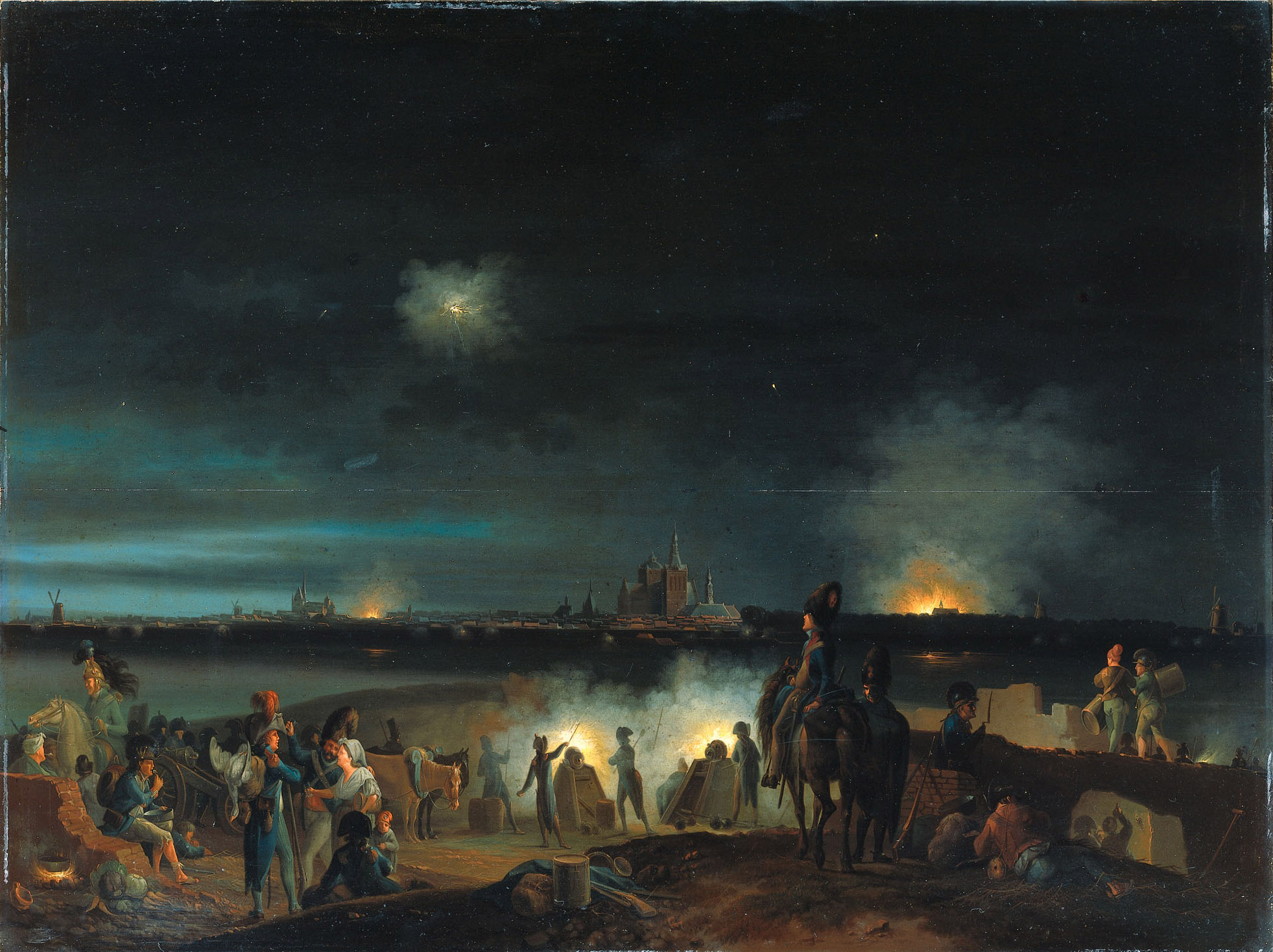
قصف سيرتوخيمبوس خلال حروب الثورة الفرنسية (1800)

جوزيف أوجست نيب (بالهولندية: Josephus Augustus Knip) كان رسام هولندي، وابن الرسام نيكولاس فريدريك نيب، الذي كان أول معلميه.
انتقل هو وعائلته إلي سيرتوخيمبوس عندما كان في الحادي عشر من عمره، وفي 1794 حاصر واحتل الفرنسيون البلدية. بالتاسع عشر من عمره أصبح هو من يصرف علي عائلته، بعدما أُصاب والده بالعمي، وكان هو أول معلم لشقيقته الصغري هينرييت جيرتروديا نيب. استقر في باريس عام 1801، وأصبح الرسام الخاص لنابليون الثالث.
قضي 9 سنوات في باريس. وفي نهاية 1809 ذهب إلي روما، حيث بقي حتي 1812. سافر أيضًا إلي نابولي. في 1813، عاد إلي هولندا مع زوجته، الرسامة بولين رايفر ديكورسيليس. استقر في سيرتوخيمبوس، وعمل في الرسم. عاش لاحقًا في أمستردام و باريس. أصيب بالعمي في 1832، ثم أعطه بعدها فيليم الأول ملك هولندا راتب تقاعد.